# Спишки Штјавњик
Спишки Штјавњик (слч. Spišský Štiavnik) насељено је мјесто са административним статусом сеоске општине (слч. obec) у округу Попрад, у Прешовском крају, Словачка Република.

## Становништво
| Година:    | 1994. | 2004.    | 2014.    | 2024.   |
| ---------- | ----- | -------- | -------- | ------- |
| Број људи: | 1863  | 2142     | 2756     | 2826    |
| Разлика:   |       | +14,97 % | +28,66 % | +2,53 % |

| Година:    | 2023. | 2024.   |
| ---------- | ----- | ------- |
| Број људи: | 2761  | 2826    |
| Разлика:   |       | +2,35 % |

Према подацима о броју становника из 2011. године насеље је имало 2.680 становника.